# Kuchkabal

Kuchkabales en la Península de Yucatán en el siglo XVI, según Ralph L. Roys.

Kuchkabal (del maya: señorío, provincia o comarca), es el nombre que daban los mayas yucatecos del postclásico a las comarcas o jurisdicciones (cacicazgos les llamaron los españoles que conquistaron la región en el siglo XVI) en que se encontraba dividida la Península de Yucatán antes de la conquista.
El término (Ah) Kuch-Kab (también, Ah Cuch-Cab) en idioma maya se usa para referirse al regidor o jurado; al principal que tiene a su cuidado alguna región o que tiene la autoridad para recoger el tributo. Era el también llamado Halach Uinik.
También, la palabra kuchkabal se aplica para denominar al grupo o familia que uno tiene a su cuidado. Haytulux a kuchkabal es ¿cuánta gente, o criados, o familia tienes?.

## Los kuchkabales
Tras la destrucción de Mayapán (1441-1461), en la península de Yucatán, se crearon grandes rivalidades entre los mayas, y se formaron diversas (al parecer entre 15 y 19, según el autor) jurisdicciones independientes llamadas Kuchkabal. En cada Kuchkabal había un Halach Uinik (del maya: Halach Uinik ‘Hombre de hecho; Hombre de mando’), quien era el jefe con la máxima autoridad militar, judicial y política y que vivía en una ciudad principal considerada la capital de la jurisdicción.
También existía la persona del batab (con menor rango) (del maya: Batab ‘Jefe local del pueblo; cacique’) en singular o batabob en plural. Este era el nombre dado al máximo(s) gobernante(s) o jefe(s) de una localidad llamada batalib o batalibob en plural. 
Los batalibob, asentados en un área delimitada o jurisdicción, llamada en idioma maya kuchkabal, podían tener una organización política o gubernamental variable concentrando la máxima autoridad militar, sacerdotal y social en la persona del  halach uinik a quién todos los batabob obedecían. Los batabob pertenecían generalmente a una sola familia o linaje, y debido a ello la jurisdicción o Kuchkabal, a veces, llevaba el patronímico como nombre, tal es el caso en Ah Canul, por ejemplo.

## El gobierno del kuchkabal
No todos los kuchkabales estaban gobernados por un halach uinik, sino que había casos en que la estabilidad política parecía depender de un conjunto de voluntades de diversos batabob y muchas veces, los poblados o conjunto de poblados, parecían resistirse a las decisiones del cacique predominante del kuchkabal e incluso, se adherían voluntariamente al mando de una jurisdicción vecina para ciertas decisiones, si así convenía a sus intereses. De esta situación puede advertirse la dificultad de los españoles para comprender las características del mando local o del entendimiento de que una región ya estaba o no, dominada políticamente después de la claudicación de un halach uinik determinado.

## Diversos kuchkabales
Según Ralph L. Roys existían las siguientes provincias, señoríos o cacicazgos (ver mapa) en la actual península de Yucatán: Ah Canul, Ah Kin Chel,  Ceh Pech,  Can Pech, Chactemal, Chakán, Chakán Putum, Chikinchel, Cochuah, Cupul, Ekab, Hocabá-Homún, Sotuta, Tases, Tutul Xiúes y Uaymil.
El historiador Juan Francisco Molina Solís menciona a una provincia llamada Zipatán, en el norte de Ah Canul, pero según parece, este término no definía una jurisdicción sino el hecho de que el poblado pagaba ciertos tributos. También menciona a Tixchel y Akalán que en realidad fueron pobladas muy poco antes de la conquista por mayas chontales venidos de la región del Usumacinta. Nadie, en cambio, parece tomar en cuenta la región de los cehaches (keaches o queaches), que vivían en el límite entre las tierras bajas peninsulares y el Petén, en donde ya habitaban de nuevo los itzaes de Tayasal y los couohes (ko'Woj) de Topoxté y de Zacpetén.